# Semjon Mogilevitsj

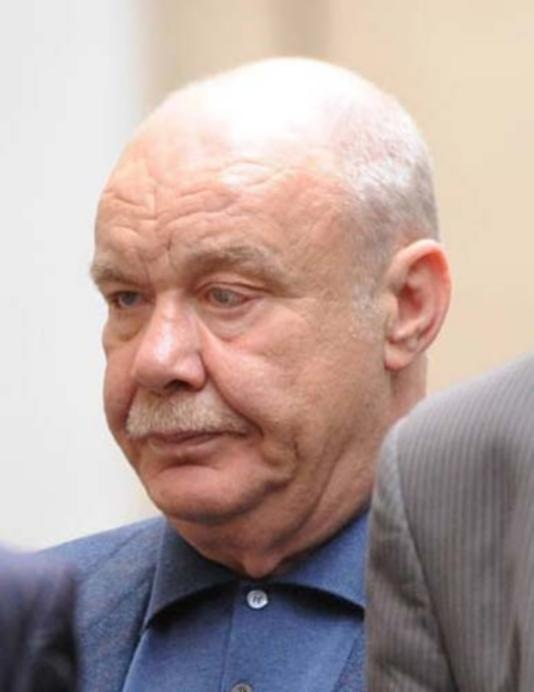
Semjon Mogilevitsj

Semjon Joedkovitsj Mogilevitsj (Russisch: Семён Юдкович Могилевич) (Kiev, 30 juni 1946) is een Russische zakenman, die door de FBI ervan wordt beschuldigd een van de leidende figuren te zijn van de Russische georganiseerde misdaad. Volgens een bericht van de Wereldbank is hij de belangrijkste leider van de grootste Russische maffiagroep, de Solntsevskaja bratva. Volgens de Wereldbank zou hij een vermogen van 100 miljoen dollar hebben verdiend met wapenhandel, drugshandel, witwassen, afpersing en prostitutie. De Europese Vereniging voor Kriminologie noemt hem "een van de meest gevreesde leden van de georganiseerde misdaad". Zijn bijnaam is "The Brainy Don" ("godfather met hersens"), vanwege zijn zakencapaciteiten en vanwege het feit dat hij economie heeft gestudeerd.

## Biografie

### Jeugd
Mogilevitsj werd geboren in Kiev als lid van een welgestelde Oekraïense joodse familie. Op 22-jarige leeftijd slaagde hij aan de economische faculteit van de prestigieuze Universiteit van Lvov (nu Lviv), waar hij gold als een briljante student met een fotografisch geheugen. Zijn professoren voorspelden hem dan ook een grote wetenschappelijke toekomst.

### Eerste criminele activiteiten
Nog tijdens zijn studie was Mogilevitsj reeds betrokken bij illegale handel in goud. Volgens documenten van de sovjet-Russische militia (politie) had hij in de jaren 70 connecties met de georganiseerde misdaad in Moskou (de groep Ljoeberestkaja). In die tijd maakte hij zich schuldig aan kleine delicten en was hij actief in de deviezenhandel op de zwarte markt. Hiervoor werd hij tot tweemaal toe veroordeeld tot de Goelag. De eerste keer in 1975 voor drie jaar wegens het verkopen van goud van emigranten en de tweede maal tot vier jaar cel. In de Goelag ontmoette hij zijn latere zakenpartner Sergej Michajlovitsj. Na zijn vrijlating breidde hij zijn criminele activiteiten verder uit. Samen met ene Joechimovitsj zette hij in Kiev de "spoorwegstation"-groep op, versterkte de banden met de Ljoeberestkaja en knoopte betrekkingen aan met de Solntsevskaja bratva (de Sontsevo-familie).
Mogilevitsj was in die tijd meerdere malen getrouwd. Begin jaren 70 trouwde hij met een Moskouse. In 1972 werd zijn dochter Mila geboren en in 1983 zijn zoon Joeli. Midden jaren 80 trok hij naar Moskou, waar hij opnieuw trouwde, maar zijn vrouw bleef achter in Kiev.

### Handel in joodse eigendommen
In de jaren 70 en 80 zou hij grote sommen geld verdiend hebben door de verkoop van bezittingen van joodse medesovjetburgers die toestemming kregen om naar Israël te emigreren. Zij kregen hiervoor slechts een paar dagen en mochten slechts een paar bezittingen meenemen. Mogilevitsj haalde zijn slachtoffers over om hun schilderijen en sieraden (waarvan de uitvoer verboden was) bij hem achter te laten, waarna hij ervoor zou zorgen dat ze zouden worden verkocht en de opbrengsten naar Israël zouden worden overgemaakt, hetgeen hij echter nooit deed. De slachtoffers konden hun bezittingen niet per wet opeisen daar het om illegale transacties ging en naar schatting duizenden families verloren op deze manier hun kostbaarheden. Volgens een artikel van US-Russia Press Club (zie onderaan) stak Mogilevitsj de opbrengsten van de verkoop van hun bezittingen in ondernemingen die zich richtten op wapenhandel en prostitutie.
Daarnaast zette hij samen met zijn handelspartner Silvester Sozdal het bedrijf Arbat International op, dat zich richtte op het verschepen van goederen op geleasede schepen over de Zwarte Zee-zeelijn (Черноморское морское пароходство). Aan het einde van de jaren 80 zette hij de coöperatie Vnoekovo-1 op, die zich richtte op het beheer van een netwerk van betaalde toiletten in de stations van Moskou. Later zette hij ook Vnoekovo-2 op, dat zich richtte op toiletten in Kiev.
In 1988, nadat hij zijn bedrijven in Rusland onder het bestuur van zijn zakenpartners had gesteld, vertrok hij naar Hongarije.

### Activiteiten in Israël
In 1990 was hij hierdoor reeds miljonair en stond (volgens een artikel van de US-Russia Press Club, zie onder bronnen) hoog in aanzien in de Russische onderwereld vanwege zijn slimme manier van handelen en zijn kennis van het bedrijven van internationale handel. Hij besloot dat jaar om – samen met een aantal van zijn belangrijkste handlangers – ook naar Israël te migreren, waar hij het Israëlische staatsburgerschap aanvroeg en kreeg. Aldaar legde hij contacten met de Israëlische onderwereld en zette hij een scala van legale bedrijven op, zoals nachtclubs, de verkoop van edelstenen en brouwerijen, en breidde ondertussen ook zijn internationale netwerken in wapenverkopen en drugshandel verder uit, die hij reeds eerder in Hongarije had opgezet. Hij bestuurde zijn activiteiten via een ingewikkeld complex van speciaal hiervoor door hem opgezette offshorebedrijven. Voor het uitbreiden van zijn zaken met een prostitutie-tak liet hij de leider van de Kievse georganiseerde misdaad Igor Tkatsjenko (bijgenaamd "schedel") Oekraïense vrouwen overbrengen naar zijn nachtclubs in Hongarije.

### Activiteiten in Hongarije
In 1991 trouwde hij met de Hongaarse Katalin Papp en vestigde zich een jaar later ook zelf in de Hongaarse hoofdstad Boedapest. Hij vroeg vervolgens de Hongaarse nationaliteit aan en werd zodoende staatsburger van zowel Oekraïne, Rusland, Israël als Hongarije. Hij verplaatste het hoofdkantoor van zijn imperium (dat toen reeds op 5 continenten actief was) naar Boedapest en ging verder met zijn investeringen in nachtclubs, restaurants en brouwerijen. Ook kocht hij de fabriek Army Co-Op aan, waar luchtafweergeschut en luchtdoelraketten werden geproduceerd. Ondertussen legde hij met behulp van zijn charismatische persoonlijkheid en het nodige smeergeld vriendschapsconnecties aan met veel Hongaarse politici en wetshandhavers, zodat hij onbelemmerd kon doorgaan met zijn activiteiten. Op 19 augustus 1999 brachten de Amerikaanse nieuwsbronnen Newsweek en de New York Times Mogilevitsj in verband met het witwassen van 10 miljard dollar in de Bank van New York, waaronder zich ook hulpgelden bevonden. Gespeculeerd werd dat deze transacties plaatsvonden via de bedrijven Benex Worldwide Ltd. en YBM Magnex International Inc., die waren opgezet door Mogilevitsj.
Tot zijn activiteiten in die tijd behoorde ook het opzetten van zijn eigen de facto leger van honderden loyale mannen die zijn zaken moesten uitvoeren. Hierbij koos hij het liefst voor Russische spetsnatsveteranen uit de Afghaanse Oorlog, die bekendstonden om hun niets ontziende handelwijze. Zijn huurmoordenaars waren actief in meer dan 30 landen, waaronder bijvoorbeeld ook Duitsland, Canada en de Verenigde Staten. Een van de leiders van deze moordcommando's, de eerder genoemde Tkatsjenko, verklaarde zelf dat iedereen die in de weg stond werd doodgemarteld en hun lichamen voor 'leerdoeleinden' gruwelijk werden toegetakeld en achtergelaten. Nadat Tkatsjenko zelf was geliquideerd, werd de leiding overgenomen door de broers Igor en Sergej Korolev, die berucht waren voor hun wreedheid. In 1991 werd de Tsjetsjeense georganiseerde misdaad Boedapest uitgewerkt en in 1995 de criminele groepen uit Lvov en Minsk. Een poging van een groep uit Jekaterinenburg om ook een deel van de macht in de stad te krijgen werd op bloedige wijze verhinderd. Na verloop van tijd bezat de groep rond Mogilevitsj bijna alleenheerschappij in de stad. Mogilevitsj had meerdere strijdgroepen die hij vaak tegen elkaar uitspeelde, hetgeen leidde tot nog meer doden.
In 1993 sloot Mogilevitsj een verbond met de Moskouse maffiagroep Solntsevskaja bratva, een van de belangrijkste misdaadfamilies uit de Russische hoofdstad, en begon een 'joint venture', die zich richtte op heling in gestolen antiek, edelstenen en kunst uit Oost-Europese kerken en musea.
Nog voor zijn huwelijk met Papp had Mogilevitsj reeds een maîtresse, de Russisch-Israëlische Galina Aleksejevna Telesj-Jamboelskaja, zo blijkt uit het feit dat zij reeds in 1990 een zoon kregen. Toen zijn vrouw Papp stierf in december 1994, trouwde hij vervolgens met Telesj-Jamboelskaja. Aanvankelijk dacht hij erover om terug te verhuizen naar Rusland, maar bleef uiteindelijk toch in Boedapest wonen, waar hij zijn legale wapenactiviteiten verder uitbreidde. Hij kocht de grote magneetproducent Magnex 2000 en de Algemene Machinewerken van Digep (waar granaten en mortieren worden gemaakt) aan, zodat hij de controle verkreeg over bijna de gehele Hongaarse wapenindustrie. Ook zette hij in die tijd connecties op met het Midden-Oosten, waar hij zijn wapenafzetmarkt (voor zowel 'legale' als illegale transacties) veiligstelde door het aangaan van contacten met hooggeplaatste politici in landen als Iran, Irak, Pakistan en Afghanistan. Hiermee wist hij volgens een anonieme bron in de Israëlische Mossad bijvoorbeeld een lading gestolen wapentuig (luchtdoelraketten en een dozijn APC's) uit het voormalige Oost-Duitsland voor 20 miljoen dollar te verkopen aan een Iraanse afnemer.
In 1994 vertegenwoordigde Mogilevitsj het GOS bij een ontmoeting tussen de belangrijkste vertegenwoordigers van criminele organisaties ter wereld in Italië. Hij was toen reeds een vertegenwoordiger voor Vjatsjeslav Ivankov, een van de gevreesde leiders van de Russische maffia, die tevens connecties onderhoudt met de Russische veiligheidsdiensten.

### Ontmoeting in Praag
Hongarije was zijn aanwezigheid in 1995 echter meer dan zat en zette hem het land uit. Mogilevitsj zette zijn activiteiten vervolgens voort in de hoofdstad Praag van buurland Tsjechië. Op 31 mei van dat jaar zou een bijeenkomst plaatsvinden tussen de Solntsevskaja bratva en Mogilevitsj in Mogilevitsj' restaurant U Holubů in Praag. Nog voor de aankomst van Mogilevitsj vielen leden van de Praagse veiligheidsdienst ÚOOZ op vermoeden van een geplande afrekening het pand binnen en pakten de meer dan 200 aanwezigen (waaronder tientallen prostituès) op en zette 30 van hen het land uit. Volgens sommige bronnen zouden leden van de Solntsevskaja bratva Mogilevitsj hebben willen vermoorden. Mogilevitsj verklaarde later dat zijn vlucht vertraagd was en hij daardoor aan de inval ontsnapte.
De leider van de politie-inval, Zdeněk Macháček, werd vervolgens beschuldigd van afpersing en een tijdlang vastgehouden, totdat in de rechtszaal bleek dat bewijsmateriaal was vervalst.

### De Inkombank-connectie
Halverwege de jaren 90 begonnen de steeds groter wordende transacties van zijn imperium zich tegen hem te keren, daar de banken wereldwijd zich inmiddels op de hoogte hadden gesteld van zijn transacties en zijn manier van het omgaan met geld en hem niet overal meer van dienst wilden zijn. Om deze reden zocht hij naar een bank die hierover niet zo moeilijk zou doen en die vond hij in een van de grootste private banken van Moskou van die tijd (ongeveer 3 miljard dollar aan activa), de Inkombank. Deze bank had een groot netwerk aan correspondentrekeningen met banken wereldwijd, waaronder de grootste ter wereld. De grootste correspondentrelatie in de Verenigde Staten werd onderhouden met de Bank of New York. Die laatste was belangrijk voor Mogilevitsj, daar zijn meeste transacties (legaal dan wel illegaal) in dollars werden afgerekend. Deze bank had rond die tijd liquiditeitstekorten vanwege haar snelle groei en Mogilevitsj wilde de bank wel 'helpen'. Zijn handlangers sloten een geheime deal met de directeur Vladimir Vinogradov (een van de "zeven bankiers"), waarmee Vinogradov, in ruil voor 65 miljoen dollar en de belofte dat Mogilevitsj hem zou helpen om Inkombank een ingang tot de wereldwapenmarkt te verschaffen, Mogilevitsj 23% van de aandelen van de bank in handen gaf. Hiermee verkreeg Mogilevitsj tevens de facto de macht over de Inkombank. In ruil daarvoor hielp Mogilevitsj Vinogradov eind 1996 om een belang van 25% te verwerven in aanvalsvliegtuigenbouwer Soechoj. Dit zorgde voor een run op deze high-tech gevechtsvliegtuigen (waarvan sommige nucleaire wapens konden dragen) vanuit landen als Irak, Iran, India en Libië, die gretig bedragen van 30 tot 50 miljoen dollar per vliegtuig neertelden, zodat Soechoj 3 jaar na de aankoop van het belang door Inkombank reeds verkooporders ter waarde van een miljard dollar had uitstaan. Mogilevitsj liet zijn gelden nu vanaf de Cyprus-afdeling van Inkombank doorsluizen via de correspondentrekeningen van Bank of Amerika naar offshorebedrijven met namen als Brasset, Footnote en Bridge Investments, die weer in handen waren van Mogilevitsj en Vinogradov.

### Nucleaire diefstal
Nu Mogilevitsj de controle had over zijn eigen bank steeg zijn reputatie tot nooit tevoren en kon hij nog grotere deals afsluiten. Hij begon zich te richten op het 'grote geld' en zette in op de zwarte handel in nucleaire wapens. Hiervoor liet hij in 1997 drie ton verrijkt uranium stelen uit een opslagplaats van het Warschaupact, hetgeen volgens geheime diensten de grootste diefstal van nucleair materiaal was die ooit was gepleegd. Deze wilde hij verkopen aan een koper in het Midden-Oosten via Tadzjikistan. De 'deal' kwam hij overeen in het Tsjechische resort Karlovy Vary (een populaire ontmoetingsplaats voor Russische gangsters), maar was er niet van bewust dat de Tsjechische geheime dienst meeluisterde. Deze wist de overdracht van de wapens een paar dagen voor het transport naar het Midden-Oosten tegen te houden en nam het uranium in beslag. Bij de actie werden Mogilev's handlangers, de atoomwetenschapper J. Vagner, de Praagse politieofficier Z. Sindlauer en de Tadzjiekse ondernemer A. Sczerbinian, gearresteerd. Mogilevitsj wist echter uit handen van het rechtsapparaat te blijven door het betalen van grote sommen smeergeld en door het laten verdwijnen van enkele kroongetuigen.

### Onderzoeken
Halverwege 1998 begonnen de veiligheidsmedewerkers van de Bank of New York echter argwaan te krijgen, zo blijkt uit documenten die naar het federaal hof van New York werden gestuurd. Mogilevitsj leek namelijk wel erg nauwe banden te hebben met Konstantin Kagalovski, die lid van de bestuursraad van de Moskouse Bank Menatep (eigendom van oligarch Michail Chodorkovski) was en de man was van Natasja Kagalovski, de vice-directeur die verantwoordelijk was over de Oost-Europese divisie van de bank. Er werd ontdekt dat waarschijnlijk ongeveer 10 miljard dollar werd witgewassen door Inkombank en Bank Menatep via de Bank of New York, waaronder IMF-gelden. Kagalovski werd aan de tand gevoeld door de CEO van de Bank of New York Thomas Renyi, maar er werd geen verdere actie tegen haar ondernomen, daar onvoldoende bewijs tegen haar kon worden gevonden. Wel werden veel anderen opgepakt. Inkombank ging hetzelfde jaar ten onder. Mogilevitsj ontkende dat hij betrokken was bij de witwasserij.
In 1998 werd ook ontdekt door Canadese journalisten dat Mogilevitsj, de leider van de Sontsevskaja bratsva Sergej Michailov en anderen achter de bedrijven Benex Worldwide Ltd. en YBM Magnex International Inc., die handelden op de Toronto Stock Exchange, zaten. Op 13 mei van dat jaar deden tientallen FBI-agenten en andere Amerikaanse veiligheidsdiensten een inval op het hoofdkantoor van YBM in de stad Pennsylvania. In een nacht tijd werden aandelen van dit bedrijf, die de dag ervoor nog 1 miljard Canadese dollar waard waren op de aandelenbeurs van Toronto, niets meer waard.
Overigens had Mogilevitsj na de arrestatie van Vjatsjeslav Ivankov in Amerika zijn zaken daar waargenomen, maar na de beschuldigingen, liet hij zich er niet meer zien. Londense banken kwamen reeds in 1995 met beschuldigingen van het witwassen van tientallen miljoenen dollars door Hongaarse bedrijven van hem aldaar, waarna Mogilevitsj daar tot persona non grata werd verklaard.
Daarop verhuisde Mogilevtisj naar eigen zeggen in een zeldzaam interview met de Moskovski Komsomolets volgens naar een voorstad van Moskou en verklaarde in 2001 alleen nog in Rusland en Israël te komen en zich na een hartaanval niet meer in te laten met de handel.

### Gezocht door de FBI
In 2003 plaatste de FBI Mogilevitsj op de lijst van gezochte personen vanwege deelname aan zwindel met aandelen rond YBM Magnex International Inc., waardoor aandeelhouders 150 miljoen dollar zouden hebben verloren en daarnaast vanwege afpersing, witwassen en fraude. Volgens het opsporingsbevel van de FBI trad Mogilevitsj ook onder andere namen naar buiten, zoals Seva Moguilevich, Semon Yudkovich Palagnyuk, Semen Yukovich Telesh, Simeon Mogilevitch, Semjon Mogilevcs, Shimon Makelwitsh en Shimon Makhelwitsch. De Moskovski Komsomolets noemde daarnaast de namen Semion Mogleritis, Semion Mogrilez, Sergei Magrilez, Semion Telesch, Sergei Palaknjuk, Semion Plagnjuk, Semion Palanjuk, Schimon Makelewitsch, Seimon Mogilewsk, Sergei Schnaider, Simeon Teles, Semion Judkowitsch en Sergeiu Mangriaz. De FBI richtte zich in zijn zoektocht tot de Russische autoriteiten, maar doordat er geen uitleveringsverdrag is, weigerde Rusland het verzoek. Mocht Mogilevitsj toch in handen vallen van de FBI, dan staat hem vermoedelijk een veroordeling tot 390 jaar gevangenisstraf te wachten.
De directeur van de SBOe (de Oekraïense dienst voor binnenlandse veiligheid) Oleksandr Toertsjynov verklaarde in juli 2005 dat er "indirect bewijs" was dat Mogilevitsj achter RosUkrEnergo (RUE) zat, de schimmige joint venture voor de levering van Russisch en Turkmeens gas aan Oekraïne en lidstaten van de Europese Unie, die een belangrijke rol speelde in het gasconflict met Gazprom in begin 2006. De relatie van Mogilevitsj met RUE wordt bevestigd door diplomatieke telegrammen die Wikileaks in 2010 in de openbaarheid bracht. Zakenman Dmitry Firtash, die ongeveer de helft van het bedrijf bezit, heeft de Amerikaanse ambassadeur in Kiev, William Taylor, gezegd dat Mogilevitsj de werkelijke macht achter RUE is. Firtash en Mogilevitsj hebben allerlei zakelijke en persoonlijke relaties. Eerder werd Mogilevitsj genoemd als de schimmige eigenaar van het Hongaarse bedrijf Eural Trans Gas, dat daarvoor de leverancier van Turkmeens gas aan het land was.

### Nieuwe gevangenisstraf
Op 24 januari 2008 werd Mogilevitsj, die toen leefde onder de schuilnaam 'Sergej Schneider', opgepakt bij een supermarkt in Moskou door ongeveer 50 man Moskouse politie en veiligheidstroepen en aangeklaagd wegens belastingontduiking. Eigenlijk was het de politie te doen om Vladimir Nekrasov, de eigenaar van parfum- en cosmetica-keten Arbat Prestige, die ruim 2 miljoen aan belastingen zou hebben ontdoken, maar bij toeval werd ook Mogilevitsj in de kraag gegrepen. Op 24 juli 2009 werden beide mannen echter weer vrijgelaten met de verklaring van de MVD dat de aanklachten niet zo zwaar waren dat ze langer vasthouden rechtvaardigden. Wel kregen ze reisristricties opgelegd. Op 22 oktober 2009 plaatste de FBI Mogilevitsj op de lijst van de "Ten Most Wanted Fugitives".